# كلاي د. لاند
كلاي د. لاند (بالإنجليزية: Clay D. Land)‏ هو قاضي ومحامي أمريكي، ولد في 24 مارس 1960 في شريفبورت في الولايات المتحدة.